# Hrabstwo Union (Nowy Meksyk)
Hrabstwo Union (ang. Union County) – hrabstwo w stanie Nowy Meksyk w Stanach Zjednoczonych.

## Miasta
- Clayton

## Wioski
- Capulin (CDP)
- Des Moines
- Folsom
- Grenville